# 전기 회로

전기 회로(electrical circuit)는 전기가 흐를 수 있도록 구성된 닫힌 회로다. 회로에는 저항기, 축전기, 코일 등 다양한 전기적 소자가 전기 전도체인 전선에 의해 연결된다. 건전지, 전선, 저항을 나란히 이어 만든 폐회로는 가장 간단한 전기회로의 예라고 할 수 있다. 전기회로는 회로에 공급되는 전기의 종류에 따라 크게 직류회로와 교류회로로 나뉘며 각각의 회로에서 저항, 축전기, 코일 등을 연결하여 다양한 전기회로를 만들 수 있다.
전기 망(electrical network)은 전기 구성 요소(예: 배터리, 저항기, 인덕터, 커패시터, 스위치, 트랜지스터)의 상호 연결 또는 전기 요소(electrical element. 예: 전압원, 전류원, 저항, 인덕턴스, 커패시턴스)로 구성된 이러한 상호 연결의 모형이다.
전기 회로(electrical circuit)는 전류에 대한 복귀 경로를 제공하는 폐쇄 루프로 구성된 망이다. 따라서 모든 회로는 망이지만 모든 망이 회로는 아니다(폐쇄 루프가 없는 망은 종종 부정확하게 "회로"라고 함). 소스(전압 또는 전류), 선형 덩어리 요소(저항기, 커패시터, 인덕터) 및 선형 분산 요소(전송선)로만 구성된 특수 유형인 선형 전기 망은 신호가 선형적으로 중첩될 수 있다는 특성을 가지고 있다. 따라서 라플라스 변환과 같은 강력한 주파수 영역 방법을 사용하여 DC 응답, AC 응답 및 과도 응답을 결정하는 것이 더 쉽다.
저항 망(resistive network)은 저항기와 이상적인 전류 및 전압원만 포함하는 망이다.

## 설계 방법
어떤 전기 회로도 설계중에 기술자는 회로 일부분의 전압과 전류를 예측할 필요가 있다. 복소수 이론은 단일의 수학적인 표현을 사용하여 모든 선형의 요소를 취급하는 능력을 기술자가 가질 수 있으므로 어느정도의 간단한 선형 회로는 손으로 분석할 수 있다.
그렇지만 대부분의 기술자는 회로 설계시에 시뮬레이션을 하기 위해서 특별한 소프트웨어를 사용한다. 모든 회로의 패턴을 테스트할 필요가 없기 때문에 실제로 회로를 구현해서 테스트하는 것 보다더 시간이나 돈이 절약된다. 그리고 VHDL같은 기술의 개발은 시뮬레이션으로 자동으로 회로 설계를 생성하는 것이며 이것은 기술자로부터 많은 부담을 덜어주었다.

### 전기적 법칙
아무리 복잡한 전기회로일지라도 회로는 기본적으로 전자기 법칙을 따르게 된다. 따라서 전자기 법칙으로부터 도출된 여러 가지 정리를 통해 복잡한 전기회로에 대한 분석 및 설계가 가능하다. 선형으로 설계된 전기회로에서 적용가능한 유용한 전기적 법칙 중 대표적인 것으로는 키르히호프의 법칙, 옴의 법칙, Y-Δ 변환공식, 테브난의 정리, 제뉴어리의 정리, 밀돈의 정리 등이 있다.
- 키르히호프의 법칙 (전류법칙) : 전기 회로의 임의의 지점에서 유입하는 전류와 유출하는 전류의 합은 같다.
- 키르히호프의 법칙 (전압법칙) : 전기 회로의 임의의 폐회로에서 전압의 방향을 한방향으로 계산하면 전압의 총합은 0이 된다.
- 옴의 법칙 : 어떤 저항에 걸린 전압은 저항값과 전류에 비례한다.
- Y-Δ 변환 : 전기회로를 간략하게 만들기 위한 것으로 Y모양의 회로와 Δ모양의 회로 사이의 변환공식.
- 테브난의 정리 : 선형 연결된 임의의 전기회로에 대해 하나의 전압, 하나의 저항(단일 주파수의 교류회로의 경우는 임피던스)의 직렬연결로 구성되는 동등한 회로가 존재한다.
- 노튼의 정리 : 선형 연결된 임의의 전기회로에 대해 하나의 전압, 하나의 저항(단일 주파수의 교류회로의 경우는 임피던스)의 병렬연결로 구성되는 동등한 회로가 존재한다.
- 밀먼의 정리 : 병렬로 연결된 회로를 간단히 하는 공식으로, 러시아의 전기공학자 야콥 밀먼(Jacob Millman)이 증명한 정리.

회로가 비선형이거나 리액턴스가 포함된 경우에는 보다 복잡한 법칙이 필요하다.

## 회로를 시뮬레이션하는 소프트웨어
보다 복잡한 회로에서 기술자는 회로를 시뮬레이션하는 소프트웨어가 필요하게 된다. SPICE와 EMTP가 유명하게 사용된다.

## 기본적인 전기회로의 예

### 직류회로
직류회로는 직류전원이 연결된 전기회로를 말한다. 직류전원은 건전지나 직류전원장치 등에 의해 공급되며 전원이 공급될 때 전류의 방향이 바뀌지 않는다.

#### 저항만 연결된 경우

저항을 연결한 직류회로

전원장치와 저항만이 연결된 직류회로는 전기회로 중 가장 간단한 전기회로들 중의 하나이다. 이때 전원장치의 기전력을 V, 저항의 저항값을 R이라 하면 회로에 흐르는 전류는 다음과 같이 표현가능하다..
{\displaystyle I={\frac {V}{R}}} ---------- (1)

#### 축전기(콘덴서)만 연결된 경우
축전기 양단에 걸린 전압을 V, 축전기(콘덴서)의 전기용량을 C라고 하면 축전기에 저장되는 전하량 Q는 다음과 같이 표현가능하다.
{\displaystyle Q=CV} ---------- (2)

#### 저항과 축전기가 연결된 경우(RC회로)

RC회로

키르히호프의 법칙에 의해 전원장치의 기전력 {\displaystyle V}, 저항에서의 전압강하 {\displaystyle V_{R}}, 축전기에서의 전압강하 {\displaystyle V_{C}} 사이에는 다음과 같은 관계가 성립한다.
키리히호프의 제 2법칙도 알아두자
ㅇ
{\displaystyle V=V_{R}+V_{C}} ---------- (3)
(1), (2), (3)에 의해
{\displaystyle V=IR+{\frac {Q}{C}}}
임을 알 수 있으며
{\displaystyle I={\frac {dQ}{dt}}}

전류의 변화

이므로 아래와 같은 미분방정식을 얻을 수 있다.

전압의 변화

{\displaystyle V=R{\frac {dQ}{dt}}+{\frac {Q}{C}}}
위 미분방정식의 해를 구하면
{\displaystyle Q=CV(1-e^{-{\frac {1}{RC}}(t-t_{i})})+Q_{i}e^{-{\frac {1}{RC}}(t-t_{i})}}
이 때, {\displaystyle t_{i}}, {\displaystyle Q_{i}}는 각각 처음 시각과 그때에 축전기에 들어있던 전하량이다.
처음 시각을 {\displaystyle t_{i}=0}, 그때 축전기에 들어있던 전하량을 {\displaystyle Q_{i}}, 축전기가 가득 충전되었을 때 축전기의 전하량을 {\displaystyle Q_{0}}라 하면 위 식은 아래와 같이 바꿔쓸 수 있다.
{\displaystyle Q=Q_{0}(1-e^{-{\frac {1}{RC}}t})+Q_{i}e^{-{\frac {1}{RC}}t}} ---------- (4)
따라서 시간 t일 때 회로에 흐르는 전류의 량은
{\displaystyle I={\frac {dQ}{dt}}={\frac {Q_{0}-Q_{i}}{RC}}e^{-{\frac {1}{RC}}t}=({\frac {V}{R}}-{\frac {Q_{i}}{RC}})e^{-{\frac {1}{RC}}t}}
임을 알 수 있다. 따라서, 저항, 축전기에 걸리는 전압은 각각 다음과 같다.
{\displaystyle V_{R}=(V-{\frac {Q_{i}}{C}})e^{-{\frac {1}{RC}}t}}
{\displaystyle V_{C}=V-(V-{\frac {Q_{i}}{C}})e^{-{\frac {1}{RC}}t}}
아무리 저항이 작은 물질을 도선으로 사용한다고 하더라도 전원장치에 축전기를 연결한 회로에는 미량의 저항이 존재한다. 따라서 이 회로는 저항과 축전기가 직렬로 연결된 회로라고 생각할 수 있다. 한편 식 (4)는 축전기에 저장되는 전하량을 표현하고 있는데, 이 때, {\displaystyle Q_{0}>Q_{i}}이므로 Q는 언제나 {\displaystyle Q_{0}}보다 작다. 즉, 실제 축전기는 이론상으로 축전기에 저장될 수 있는 전하량만큼의 전하를 저장할 수는 없다.

#### 저항과 코일이 연결된 경우(RL회로)

RL회로

코일의 유도용량이 L이고, 코일에 흐르는 전류가 I일 때, 코일에는 전류가 흐르는 방향으로
{\displaystyle V_{L}=L{\frac {dI}{dt}}}
의 유도기전력이 발생하여 전압강하를 일으킨다. 따라서 키르히호프의 정리에 의해 아래와 같은 미분방정식을 얻을 수 있다.
{\displaystyle V=V_{R}+V_{L}=IR+L{\frac {dI}{dt}}}
위 미분방정식의 해를 구하면
{\displaystyle I={\frac {V}{R}}(1-e^{-{\frac {R}{L}}(t-t_{i})})+I_{i}e^{-{\frac {R}{L}}(t-t_{i})}}

전류의 변화

이고 처음 시간을 0, 이 순간의 전류가 0이었다면
{\displaystyle I={\frac {V}{R}}(1-e^{-{\frac {R}{L}}t})}
로 식을 정리할 수 있다.

전압의 변화

따라서 저항체 양단에 걸리는 전압과 코일에 걸리는 유도기전력은 다음과 같다.
{\displaystyle V_{R}=V(1-e^{-{\frac {R}{L}}t})}
{\displaystyle V_{L}=Ve^{-{\frac {R}{L}}t}}

### 교류회로
교류회로란 회로 내의 전력 공급원으로부터 발생하는 전류의 양과 방향이 주기적으로 바뀌는 회로를 말한다. 교류의 종류로는 사인파, 삼각파, 사각파 등이 있으며 그중에서도 사인파가 가장 전형적인 교류라 할 수 있다. 이 때, 삼각파나 사각파를 비롯해 주기성을 띠는 임의의 전류는 사인파의 합성을 이용해 생성가능하다.

#### 저항만 연결된 경우

교류회로도1

전원으로부터 발생하는 전압을 V, 저항체의 저항을 R이라 하자.
{\displaystyle V=V_{M}\sin \omega t}
전원의 전압이 위와 같이 변한다고 하면 저항체를 지나는 전류는 아래와 같이 구할 수 있다.
{\displaystyle I={\frac {V}{R}}={\frac {V_{M}}{R}}\sin \omega t}
여기서 전류의 최댓값을 {\displaystyle I_{M}}이라 한다면 위식은 아래와 같이 변형가능하다.

전압의 변화

전류의 변화

{\displaystyle I=I_{M}\sin \omega t}

#### 축전기만 연결된 경우

교류회로도2

전압을 V, 축전기의 전기용량을 C, 축전기의 전하량을 Q라 하면
{\displaystyle Q=CV=CV_{M}\sin \omega t}
따라서 축전기에 흐르는 전류는
{\displaystyle I={\frac {dQ}{dt}}=CV_{M}\omega \cos \omega t}
가 된다. 위의 식에서도 확인할 수 있듯, 축전기가 있을 때, 전압과 전류는 90도의 위상차를 갖는다.

전압의 변화

전류의 변화

#### 코일만 연결된 경우

교류회로도3

전압을 V, 코일의 유도용량을 L이라 하면
{\displaystyle L{\frac {dI}{dt}}=V_{M}\sin \omega t}
이므로 시간에 따른 전류를 아래 식으로 표현할 수 있다.
{\displaystyle I=-{\frac {V_{M}}{\omega L}}\cos \omega t}
역시 축전기만 연결된 경우와 마찬가지로 코일이 있을 때, 전압과 전류는 90도의 위상차를 갖는다.

전압의 변화

전류의 변화

#### 저항, 축전기, 코일의 직렬연결

저항체의 저항, 축전기의 전기용량, 코일의 유도용량이 각각 R, C, L일 때 저항체, 축전기, 코일을 직렬로 연결한 경우에 대해 키르히호프 정리를 적용하면
{\displaystyle {\frac {Q}{C}}+R{\frac {dQ}{dt}}+L{\frac {d^{2}Q}{dt^{2}}}=0} ----------(5)
이 된다. 이 미분방정식의 해는 아래와 같다.
{\displaystyle Q=Q_{M}e^{-{\frac {R}{2L}}t}\cos {\sqrt {{\frac {1}{LC}}-({\frac {R}{2L}})^{2}}}t} ({\displaystyle {\frac {1}{LC}}>{\frac {R^{2}}{4L^{2}}}}인 경우)
{\displaystyle Q=Q_{M}e^{-{\frac {R}{2L}}t}} ({\displaystyle {\frac {1}{LC}}={\frac {R^{2}}{4L^{2}}}}인 경우)
{\displaystyle Q=Q_{M}e^{-({\frac {R}{2L}}+{\sqrt {{\frac {R^{2}}{4L^{2}}}-{\frac {1}{LC}}}})t}} ({\displaystyle {\frac {1}{LC}}<{\frac {R^{2}}{4L^{2}}}}인 경우)

전류의 변화

한편, 이 회로에서 저항이 없는 경우, 즉 R=0인경우의 해는
{\displaystyle Q=Q_{M}e^{-{\frac {R}{2L}}t}\cos {\sqrt {\frac {1}{LC}}}t}
이다. 이때 회로에서는 에너지 손실이 일어나지 않고 축전기는 영원히 충전과 방전을 반복하는데 이때의 진동수를 고유진동수라 하며 그 값에 {\displaystyle 2\pi }를 곱한 값을 고유 각운동량을 고유각운동량{\displaystyle \omega _{0}}이라 한다.
{\displaystyle \omega _{0}^{2}={\frac {1}{LC}}}

#### 교류전압이 걸린 RLC회로

RLC회로에 교류전압이 걸리는 경우 식 (5)는 아래와 같이 바꿔쓸 수 있다.
{\displaystyle {\frac {Q}{C}}+R{\frac {dQ}{dt}}+L{\frac {d^{2}Q}{dt^{2}}}=V_{M}\sin \omega t}
위 이차 미분방정식의 특수해는
{\displaystyle Q={\frac {V}{(\omega ^{2}L-{\frac {1}{C}})\sin \phi -\omega R\cos \phi }}\cos(\omega t+\phi )} (이때, {\displaystyle \tan \phi ={\frac {{\frac {1}{\omega C}}-\omega L}{R}}})
이다. 앞에서 우변이 0일 때에 대해서 구한 일반해를 {\displaystyle Q_{g}(t)}라하면 위 미분방정식의 해는 아래와 같이 표현가능하다.
{\displaystyle Q={\frac {V}{(\omega ^{2}L-{\frac {1}{C}})\sin \phi -\omega R\cos \phi }}\cos(\omega t+\phi )+Q_{g}(t)} (이때, {\displaystyle \tan \phi ={\frac {{\frac {1}{\omega C}}-\omega L}{R}}})
하지만 이때, {\displaystyle Q_{g}(t)}는 시간이 흐름에 따라 지수적으로 감소하므로 전류가 흐른 후 약간의 시간이 흐른 후부터는 {\displaystyle Q_{g}(t)}를 무시할 수 있다.
위 식을 t에 대해 미분하여 얻을 수 있는 회로에 흐르는 전류의 양은 다음과 같다.
{\displaystyle I={\frac {V}{\sqrt {R^{2}+({\frac {1}{\omega C}}-\omega L)^{2}}}}\sin(\omega t+\phi )} (이때, {\displaystyle \tan \phi ={\frac {{\frac {1}{\omega C}}-\omega L}{R}}})
이때, {\displaystyle X_{C}={\frac {1}{\omega C}},X_{L}=\omega L}이라 하면 위 식은
{\displaystyle I={\frac {V}{\sqrt {R^{2}+(X_{C}-X_{L})^{2}}}}\sin(\omega t+\phi )} (이때, {\displaystyle \tan \phi ={\frac {X_{C}-X_{L}}{R}}})
으로 바꿀 수 있으며 이 때
{\displaystyle Z={\sqrt {R^{2}+(X_{C}-X_{L})^{2}}}}
를 RLC회로의 임피던스라 정의한다.
RLC회로는 저항이 Z인 회로에 V의 전압이 걸렸을 때와 유사한 모양을 보인다.

#### 공명
RLC회로에서 {\displaystyle X_{C}=X_{L}}인 경우, 즉
{\displaystyle w=w_{0}={\frac {1}{\sqrt {LC}}}}
인 경우를 공명이라 한다. 공명상태에서는 전압과 전류의 위상차가 0이 되고, 전류의 최댓값이 가장 커진다.

## 전기회로의 분류

### 공급되는 전류의 형태에 따른 분류
다.
- 직류 회로 : 직류전류가 흐르는 전기 회로
- 교류 회로 : 교류전류가 흐르는 전기 회로
  - 삼상 교류

### 신호에 따른 분류
전기회로는 회로가 처리하는 신호의 종류에 따라 아날로그 회로와 디지털 회로, 논리회로 등으로 나뉜다.
- 아날로그 회로 : 아날로그 신호를 처리하는 전기 회로로서, 대표적인 예로는 아날로그-디지털 변환회로가 있다.
- 디지털 회로 : 디지털 신호를 처리하는 전기 회로로서, 대표적인 예로는 디지털-아날로그 변환회로가 있다.
- 논리 회로 : 입력 신호를 통해 논리적 연산을 수행하는 회로. 곱연산(And), 합연산(Or), 부정연산(Not)을 수행하는 회로가 있으며 이들을 조합하여 다양한 계산을 할 수 있다.

## 같이 보기
- 전기 기호
- 자기 회로
- 전자 회로
- 전자계측공학
- 제어공학
- 전기공학 용어 목록
- 선형 회로
- 논리 회로